# Kacy Hill
Kacy Anne Hill (Arizona, 1 de maio de 1994) é uma cantora, compositora e modelo norte-americana.